# James Mellen
James Mellen (* 1. Januar 1996 in Schnecksville) ist ein ehemaliger US-amerikanischer Radsportler.

## Sportliche Laufbahn
2013 sowie 2014 startete James Mellen bei UCI-Bahn-Weltmeisterschaften der Junioren, ohne sich jedoch einen vorderen Platz sichern zu können.
2015 wurde James Mellen erstmals US-amerikanischer Meister der Elite, im Teamsprint gemeinsam mit Matthew Baranoski und David Espinoza. Im Jahr darauf errang er zwei Titel, im Keirin und ebenfalls im Teamsprint (mit James Alvord und David Espinoza). 2017 wurde er nationaler Meister im Sprint. Bei den Panamerikameisterschaften 2019 stellte er mit 9,598 Sekunden einen neuen nationalen Rekord über 200 Meter auf.

## Erfolge
2015
- US-amerikanischer Meister – Teamsprint (mit  Matthew Baranoski und David Espinoza)

2016
- US-amerikanischer Meister – Keirin, Teamsprint (mit James Alvord und David Espinoza)

2017
- US-amerikanischer Meister – Sprint, Keirin, Teamsprint (mit James Alvord und Tommy Quinn)

2019
- US-amerikanischer Meister – Sprint, Keirin